# Жълтогърла тигрова чапла
Жълтогърлата тигрова чапла (Tigrisoma mexicanum) е вид птица от семейство Чаплови (Ardeidae). Видът е незастрашен от изчезване.

## Разпространение
Среща се в Белиз, Колумбия, Коста Рика, Ел Салвадор, Гватемала, Хондурас, Мексико, Никарагуа, Панама и Перу.